# Sirio Bellucci
Sirio Bellucci (Fabriano, 1924 – Macerata, 29 settembre 2013) è stato un pittore italiano.

## Biografia
All'età di 14 anni si trasferì a Fabriano, dove fece il cameriere presso la famiglia di un medico chirurgo. Poi il trasferimento a Roma, dove fece il garzone in una drogheria. Dopo poco però tornò a casa per poi trasferirsi presso Cerveteri.
Nel 1943 venne chiamato in guerra, in Sicilia, ma tornò a casa prima del previsto, riuscendo ad evitare l'accusa di diserzione. Dopo il conflitto entrò in Polizia e lavorò prima a Savona, poi a Genova. Proprio nel capoluogo ligure Bellucci iniziò a frequentare negozi di corniciai che esponevano e vendevano lavori di alcuni pittori dilettanti.
Si è dedicato all'arte concettuale e successivamente alla pittura simbolista ed espressionista.
Ha esposto a Macerata, Roma, Bari, Ancona, Gubbio, Tolentino, Fabriano e Matelica. Nel 1975 la rivista Flash Arte gli dedicò la copertina a colori.
Tre suoi dipinti sono stati acquisiti dalla Pinacoteca comunale di Macerata.
Nel 1954 si sposò ed ebbe due figlie. Pochi anni dopo ottenne il trasferimento da Genova a Macerata. All'età di 49 anni abbandonò la Polizia.
È morto all'età di 89 anni, il 29 settembre 2013 a Macerata.